# فارست لیکس (مینه‌سوتا)
فارست لیکس، مینه‌سوتا (به انگلیسی: Forest Lake, Minnesota) یک شهر در ایالات متحده آمریکا است که در مینه‌سوتا واقع شده‌است.

## خصوصیات
فارست لیکس ۹۲٫۰۵ کیلومترمربع مساحت و ۱۸٬۳۷۵ نفر جمعیت دارد و ۲۷۸ متر بالاتر از سطح دریا واقع شده‌است.